# Soziale Rolle
Die soziale Rolle ist ein Begriff aus der Soziologie und Sozialpsychologie – in Analogie zur Theater-Rolle. Laut Definition des US-amerikanischen Anthropologen Ralph Linton (1936) stellt die soziale Rolle die Gesamtheit der einem gegebenen Status (z. B. Mutter, Vorgesetzter, Priester usw.) zugeschriebenen „kulturellen Modelle“ dar. Dazu gehören insbesondere Erwartungen, Werte, Handlungsmuster und Verhaltensweisen, die vom sozialen System abhängig sind. Diesen Anforderungen muss sich ein Sozialer Akteur entsprechend seiner Position stellen. Von der sozialen Rolle deutlich zu unterscheiden, ist die Sozialfigur.
Die soziale Rolle verweist darauf, was jemand tun soll und ist damit ein Indikator für soziale Normierung. Die soziale Position verweist darauf, was jemand ist und ist damit ein Indikator für soziale Differenzierung. Ein weiterer Begriff in diesem Kontext, der soziale Status, verweist darauf, wie jemand auf einer gesellschaftlichen Oben-Unten-Skala bewertet wird und ist damit ein Indikator für soziale Ungleichheit. Linton unterscheidet terminologisch nicht zwischen Position und Status, wie das in anderen Rollentheorien der Fall ist.
Die Rollentheorie beschreibt und erklärt einerseits die Rollenerwartungen und -festlegungen und andererseits, welche Spiel- und Handlungsfreiräume dem Individuum und sozialen Gruppen in einer Rolle offenstehen. Sie beschäftigt sich damit, wie gesellschaftlich vorgegebene Rollen erlernt, verinnerlicht, ausgefüllt und modifiziert werden.
Unabhängig von der sozialen Rolle bewirkt im Berufsleben die zugewiesene operationelle Rolle aufgrund von Qualifikationen eine die Arbeitsteilung bestimmende Unterscheidung.

## Definitionen
In der Rollentheorie werden insbesondere folgende begriffliche Ausdifferenzierungen verwendet:
Rolle/Position:
Das entsprechende Rollenhandeln wird von einem Menschen erwartet, der zu einem bestimmten Zeitpunkt bzw. in einer bestimmten Situation eine bestimmte Rolle innehat. Die Rollenerwartungen beziehen sich auf die entsprechende Position.
Zugefallene Position:
Eine zugefallene Position erlangen wir nicht durch eigenes Tun. Das heißt, dass wir selbst nichts unternommen haben (und nichts unternehmen können), um in diese Position zu gelangen. Eine zugewiesene Position gründet z. B. auf der Hautfarbe, der ethnische Herkunft, dem Alter oder Geschlecht.
Erworbene Position:
Eine erworbene Position können wir nur durch unser eigenes Handeln erlangen. Das heißt, dass wir selbst aktiv werden müssen, um eine bestimmte Position zu erlangen.
Status:
Der Status wird nach Kriterien wie z. B. dem sozialen Status, ob man reich oder arm ist, wie gebildet man ist usw., zugeschrieben.
Bezugsgruppen/Rollenerwartungen:
Je nach Individuum gibt es verschiedene Bezugsgruppen. An dem Beispiel eines Lehrers kann man mehrere Bezugsgruppen erkennen, zum einen die Schüler, der/die Vorgesetzte/-n und die Eltern der Schüler. Natürlich haben alle Bezugsgruppen spezielle Erwartungen. Die Schüler wollen, dass der Unterricht nicht langweilig ist und dass sie gute Noten bekommen, der/die Vorgesetzte/-n wollen, dass der Lehrer den Lehrplan einhält und pünktlich zum Unterricht kommt, und die Eltern der Schüler wollen, dass die Schüler etwas lernen und gute Noten nach Hause bringen.
Sanktionen:
Bei Sanktionen unterscheidet man zwischen positiven und negativen Sanktionen. Eine positive Sanktion ist z. B. eine Belohnung, Wertschätzung oder eine Beförderung, negative Sanktionen sind z. B. Missachtung, Bestrafung o. ä.
Rollensegment:
Ein Rollensegment besteht aus den wechselseitigen Erwartungen zwischen Rolleninhaber und Bezugsperson/Bezugsgruppe einer sozialen Rolle.
Rollenverhalten
(role playing, role perfomance) ist das erkennbar manifestierte Verhalten/Handeln von Rolleninhabern in konkreten sozialen Interaktionen. Die gegenseitigen Erwartungen der Rolleninhaber der jeweiligen Komplementärrolle (Gegenüberrolle) sind i. d. R. nicht völlig deckungsgleich, und zwar deswegen, weil die jeweiligen Rollenspieler ihre Rollenerwartungen jeweils auch subjektiv und situativ unterschiedlich interpretieren können. Rollenerwartungen sind also keine ausschließlich absoluten Normen, sondern bilden einen mehr oder weniger verpflichtenden Rahmen für erwartbares soziales Handeln (vgl. Muss-, Soll-, Kann-Erwartungen).
Rollenkonflikt:
Ein Rollenkonflikt entsteht aus dem Widerspruch der wechselseitigen Erwartungen zwischen Rolleninhaber und den entsprechenden Bezugspersonen/Bezugsgruppen.
Intrarollenkonflikt:
Entsteht aufgrund widersprüchlicher Erwartungen verschiedener Rollensegmente derselben Rolle einer Person.
Interrollenkonflikt:
Entsteht aus widersprüchlichen Erwartungen aufgrund verschiedener Rollen einer Person.
Rollensatz:
Ein Rollensatz ist die Gesamtheit aller Rollensegmente einer Person in einer bestimmten sozialen Position.

## Zur Geschichte der Rollentheorie
Eine erste soziologische Bestimmung traf 1887 Ferdinand Tönnies in seiner Schrift Gemeinschaft und Gesellschaft (3. Buch, § 2), wo er den Menschen als soziale „Person“ und Träger von (sozial differenzierten, siehe unten) Rollen beschrieb, der die „Gesellschaft“ mit anderen zu eigenem Vorteil willentlich sucht; sein Begriff näherte sich Marx’ „Charaktermaske“ an:

„Zum Begriff der Person kann von keinen anderen empirischen Subjekten abgezogen werden, außer von den einzelnen Menschen, welche begriffen werden, insofern als jeder ein […] in Gedanken wollender ist, folglich gibt es insoweit wirkliche und natürliche Personen, als Menschen vorhanden sind, welche sich als solche vorstellen, diese „Rolle“ übernehmen und spielen, oder den „Charakter“ einer Person wie eine Maske vor ihr Antlitz halten.“

Dem Begriff „Person“ stand bei Tönnies sein Begriff des „Selbst“ gegenüber: Letzteres benennt das Selbstbild des Einzelnen, insofern er die „Gemeinschaft“ mit anderen sucht, um sich ihr willentlich einzuordnen, ist also eher mit der „kulturellen Rolle“ (siehe unten) zu verbinden.
Einen weiteren Beitrag lieferte Georg Simmel in seiner Unterscheidung von organischen und rationalen Kreisen, in die das Individuum eingebettet ist. In erstere werden Menschen hineingeboren, sie stellen Forderungen; die zweiten sind selbstgewählt. Das Individuum stellt sich als „Kreuzung“ solcher sich überschneidender Kreise dar, deren Ansprüche in Konflikt zueinander treten. Daraus resultiert auch die Einmaligkeit des Individuums, da kein zweites über das gleiche Set von positionsspezifischen Teilhaben  verfügt. Das Individuum spielt eine „Rolle“ (als Bürochef, Offizier o. ä.) nach einer „Vorzeichnung, die jenseits seines individuellen Lebens gegeben ist“. Dabei kann es die Rolle individuell ausgestalten: „Das Individuum geht wirklich in die vorgezeichnete Rolle hinein.“ Die Lebensrealität sei also nur eine Vorform der Schauspielkunst. Wie der Schauspieler muss jeder Rollenträger den „Eindruck machen, dass er will, was er nach dem Imperativ der Rolle soll.“ Doch nur durch eine gewisse „Oberflächlichkeit“ kann das Individuum unversöhnliche Pflichten und Impulse. Wenn das Individuum die daraus resultierenden Konflikte bis in die Tiefe durchdenken würde, müsste es sich zerreißen. Gesellschaft prägt einerseits das Individuum und ist andererseits ein emergentes Phänomen, das aus Beziehungen der Akteure erwächst. Zudem sind die Relationen durch eine Mischung aus Wissen und Nichtwissen über den anderen gekennzeichnet, so dass man das Bild vom anderen durch spekulative Deutung erschließen muss.

### Sozialpsychologischer Ursprung
Nachhaltig wurde das Konzept der „Rolle“ sozialpsychologisch erst von George Herbert Mead eingeführt. Mead stellte die These auf, dass man kooperatives soziales Handeln nur dann ausbilden könne, wenn man lerne, sich selbst in the rôle of the other person hinein zu versetzen. Dies lernt nach Mead bereits das Kind mit Hilfe seiner Spiele und der Nachahmung bestimmter „sozialer“ Rollen der Erwachsenen, also durch ein „rôle taking“. Die Sozialisation erfolgt durch die sozialen Interaktionen in den Gruppen (Peergroups) seines Umfeldes.

### Angelsächsische Soziologie
In der Soziologie begründete Ralph Linton 1936 die Rollentheorie (The Study of Man), wobei er Status und Rolle miteinander verknüpfte. Beide sind demzufolge durch die soziale Struktur bestimmt. Nach Linton verfügt ein Individuum über mehrere Statūs, wobei jedem Status eine bestimmte Anzahl von Rollen zugeschrieben wird. Das Individuum gleicht diese Rollen mit der Zeit einander an, um Rollenkonflikte zu vermeiden oder zu lösen. In Lintons vereinfachender Theorie gibt es keine dem sozialen System innewohnende Dynamik, die zur Entstehung von Rollenkonflikten führen könnte. Diese entstehen immer auf Grund externer Faktoren (z. B. räumliche Mobilität des Individuums oder technischer Fortschritt).
Talcott Parsons übernahm Lintons Ansatz und beschrieb mit Hilfe seiner pattern variables die Handlungsalternativen, die einem Akteur in einer gegebenen Rolle zur Verfügung stehen. Sein Schüler Robert K. Merton entwickelte auf dieser Grundlage ein mehrdimensionales Modell. Bei ihm entspricht jedem Status ein role set, das heißt ein Bündel an verschiedenen Rollen; jedes Individuum verfügt auch über ein status set, das heißt ein Bündel an verschiedenen Statūs. Diese kommen Merton zufolge dadurch zustande, dass sich ein Akteur in verschiedenen gesellschaftlichen Subsystemen oder Institutionen bewegt. Die Art und Weise, wie alle Individuen alle ihre Statūs und die damit einhergehenden Rollen gestalten, bildet wiederum die soziale Struktur. Merton interessierte sich insbesondere dafür, wie die Individuen vorgehen, um nicht ständig Konflikte auszulösen.
Eine weiter gehende Rollendebatte fand in der angelsächsischen Soziologie nicht statt. Jedoch gab es bedeutende Einzelbeiträge, etwa die Theateranalogie von Erving Goffman oder die Diskussion über Mertons Thesen von Rose Laub Coser.

### Deutsche Soziologie
In der Bundesrepublik Deutschland nahm Ralf Dahrendorf die US-amerikanische Debatte auf und legte 1958 sein Werk Homo sociologicus vor. Damit führte er das Konzept der „sozialen Rolle“ in die deutsche Soziologie ein. Hieraus ergab sich eine lebhafte theoretische Debatte, teils im Sinne einer Erweiterung des Konzeptes, teils auch in Folge seiner erkenntnistheoretischen Anmerkung, dass ein homo sociologicus, wenn man sich seine Rollen weg dächte, gleichsam ein „Mann ohne Eigenschaften“ sei, für den die Gesellschaft ein „Ärgernis“ sein müsse. Hervorzuheben sind die Beiträge von Erhard Wiehn, Judith Jánoska-Bendl und Heinrich Popitz, auf die Dahrendorf in späteren Auflagen seiner Arbeit einging.
Nach 1968 kam es auch zu zahlreichen marxistischen Versuchen, den konkurrierenden Ansatz der Rollentheorie zu widerlegen. Dieter Claessens erweiterte 1968 in Rolle und Macht die Analyse der vorzugsweise behandelten beruflichen und organisatorischen Rollen auf die biosozialen Rollen. Uta Gerhardt bezog 1971 unter Berufung auf Georg Simmel auch die kulturellen Rollen mit ein. Mit Gerhardts erschöpfender Habilitationsschrift Rollenanalyse als kritische Soziologie endete der Grundsatzstreit. Längst wurde der Ansatz empirisch verwendet, etwa in Kurt Holms industriesoziologischer Untersuchung des Werkmeisters. Der eher essayistische Versuch einer ganz neuen Theorie von Gottfried Eisermann – in Rolle und Maske  – blieb folgenlos, wohl auch, weil er als Paretianer in den herrschenden Diskursen alleinstand.
Zu inhaltlichen Beiträgen der genannten Autoren siehe unten Soziologische Rollentheorie.

## Begriffsbenutzung und Theorie der sozialen Rolle

### Umgangssprache

Die königliche Familie (Las Meninas), Ölgemälde von 1656. Diego Velasquez malt sich selbst links ins Bild in der Rolle des „Hofmalers“ und mustert zudem aus dem Bild heraus den Betrachtenden in dessen Rolle des „Betrachters“.

Dass jemand oder auch etwas „eine Rolle spiele“, ist gegenwärtig eine alltägliche Redensart. Sie meint, zu einem Auftritt, einer Veranstaltung oder „Szene“ dazuzugehören, nicht selten betont: dabei wichtig zu sein. Beispiel: „Komm doch im Hemd, spielt sowieso keine Rolle.“ Ein Beispiel für die entsprechende Verwendung von „soziale Rolle“ wäre: „In der Gruppe 47 spielte Hans Werner Richter eine viel stärkere soziale als künstlerische Rolle.“
Die Wendung „eine Rolle spielen“ hat inzwischen (2008) in der Alltagssprache mehrere unterschiedliche Bedeutungen:
- „wichtig sein“ bzw. verneint: „unwichtig sein“ – meist mit dem Zusatz „wichtig“, „bedeutend“, „besonders“ o. ä. Beispiel: „Auch der Tourismus spielt eine wichtige Rolle.“[17]
- eine Eigenschaft haben – Beispiel: „Neben seiner Rolle als Marker für das direkte Objekt steht der Akkusativ bei einigen Präpositionen.“[18]
- eine „Funktion“ erfüllen – Beispiel: „…, ohne dass bei ihrem Zustandekommen die Erfahrung eine Rolle gespielt hätte.“ (vgl. Relevanz)[19]

### Literarische und bildnerische Vorwegnahmen
Von Shakespeare stammt der bekannte Ausspruch: „All the world’s a stage.“ („Die ganze Welt ist eine Bühne“).
Auf den späteren soziologischen Begriff der „Rolle“ weisen Theaterstücke hin, in denen ein „Stück im Stück“ dargestellt wird, wenn Schauspieler eine Rollenfigur spielen, die ihrerseits eine Rolle spielt. So bereits um 1600 in Shakespeares Hamlet. Shakespeare reflektiert dies sogar, denn er lässt die Figur des Hamlet angesichts des vorgeführten Tränenausbruchs eines Schauspielers nachdenklich fragen: „Was ist ihm Hekuba, dass er um sie sollt’ weinen?“ Auch in anderen literarischen Werken lässt der Autor die Protagonisten ihre Rollen problematisieren.
Auch in den Bildenden Künsten wird diese reflexive Rolle nicht selten dargestellt (vgl. die sogar doppelte Beobachterrolle in der Abbildung links).

### Soziologische Rollentheorie
In der Soziologie wird unterschieden zwischen: kulturellen Rollen, die die jeweilige Kultur dem Individuum zuschreibt (die Priesterin, der Patriarch), sozialen Differenzierungen (die Physiklehrerin, der Industriemeister), situationsbezogenen Rollen wie  Augenzeugin, Aufzugfahrer und biosoziologisch begründeten Rollen, z. B. die Dicke, der Albino. Geschlechterrollen werden je nach Standpunkt als soziale Rollen oder biosoziologische Rollen oder eine unterschiedlich gewichtete Verbindung beider Rollenmodelle beschrieben.
Soziale Akteure befinden sich ihr Leben lang in unterschiedlichen sozialen Rollen; mitunter agieren sie in mehreren Rollen gleichzeitig in sozialen Umfeldern, die sich nur in geringem Maße überschneiden. Im Laufe der Sozialgeschichte entstehen neue soziale Rollen, wandeln sich und gehen unter. Das Rollenhandeln wird von folgenden Aspekten beeinflusst:
- Die Normen, die eine Position determinieren,
- eine Reihe von fremden oder eigenen Erwartungen, die an einen Akteur in einer bestimmten sozialen Position gestellt werden siehe auch Rollenerwartung,
- die positiven und negativen sozialen Sanktionen, mit denen andere Akteure einen Rollenspieler beeinflussen wollen und können.

An diesen drei sozialen Tatsachen orientieren Akteure offen oder verborgen ihre eigenen Handlungen und bewerten Beobachter sowie die Handlung anderer. Heinrich Popitz definiert soziale Rolle entsprechend als Bündel von Verhaltensnormen, die eine bestimmte Kategorie von Gesellschafts- bzw. Gruppenmitgliedern im Unterschied zu anderen Kategorien zu erfüllen hat. Verhaltensnormen sind dabei Verhaltensweisen, die von allen oder einer bestimmten Kategorie von Gesellschafts- oder Gruppenmitgliedern in einer bestimmten Konstellation regelmäßig wiederholt und im Fall der Abweichung durch eine negative Sanktion gegen den Abweichler bekräftigt werden.
Die Rolle klassifiziert somit die Stellung des Rolleninhabers in einem sozialen Gefüge mit bestimmten Rollenerwartungen, die sich von den Bezugsgruppen (Peergroups) ableiten. Die verschiedenen Bezugsgruppen stehen dabei ebenfalls in Interaktion miteinander, und deren Rollensegmente (Erwartungen einer Bezugsgruppe) können miteinander harmonisieren oder im (Rollen-)Konflikt miteinander stehen. Eine große soziale Kompetenz einer Rolle ist die Empathie, welche das Einfühlungsvermögen und somit die Berechenbarkeit einer anderen Rolle nutzbar machen kann. Das Ausmaß individueller Ausgestaltungsmöglichkeiten und Freiheitspielräume innerhalb von sozialen Rollen wird in der Forschung kontrovers diskutiert.
Die soziale Einbindung und wechselseitige Abhängigkeit spiegelt sich auch im Menschenbild der Psychotherapie: Der Mensch, der „Hauptakteur auf der Bühne des Lebens [,…] kann seine Geschichte nicht spielen ohne seine Mitspieler, die ihm seine Rolle zugestehen“.

#### Einzelthemen der Rollentheorie

##### Kulturelle Rollen

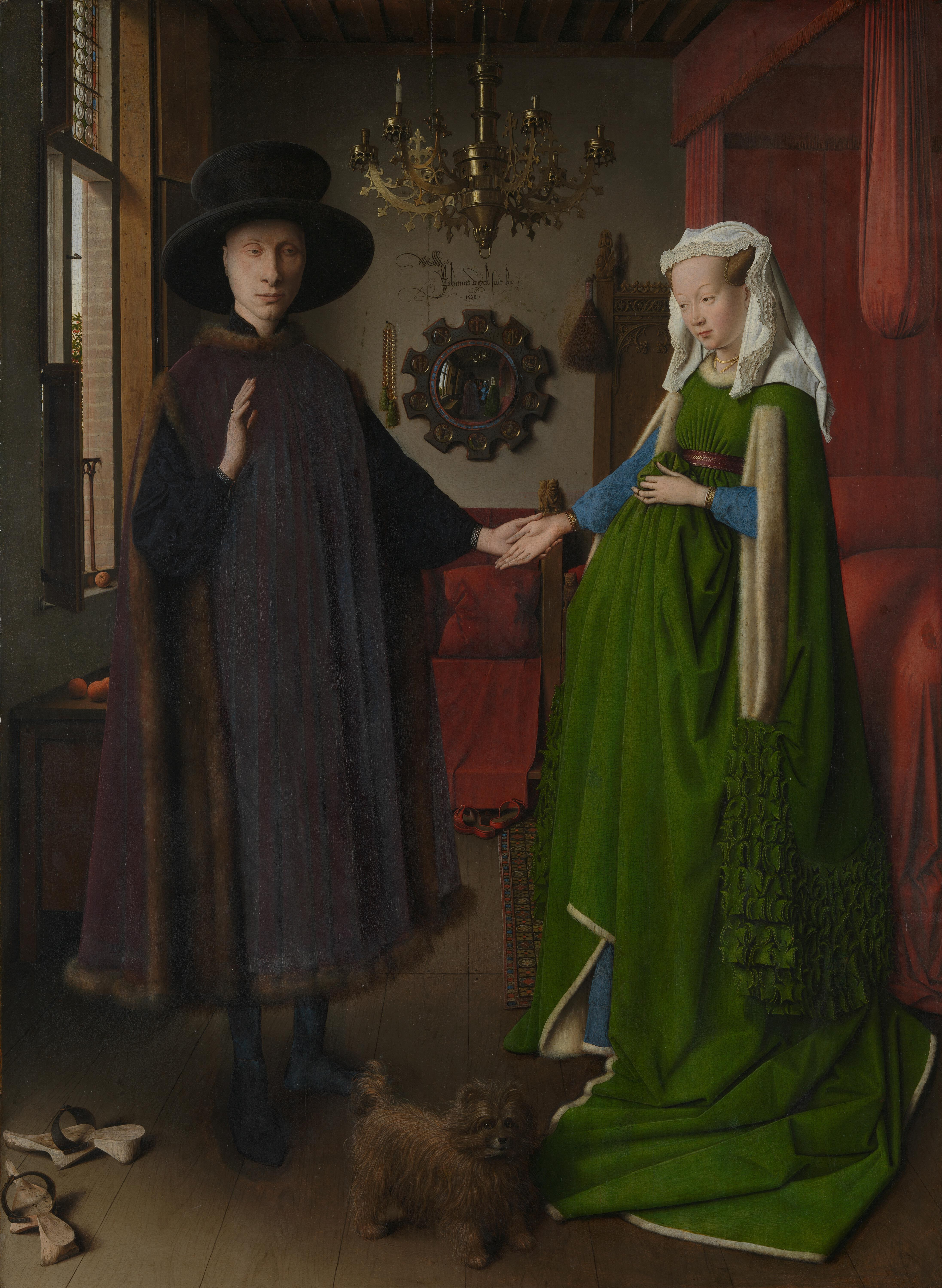
Die kulturelle Rolle
von Mann und Frau
am Beispiel
der Arnolfini-Hochzeit
von Jan van Eyck (1396–1441)

Kulturelle Rollen wirken im Alltagsleben als „Selbstverständlichkeiten“ und werden oft erst durch starke Brüche, wie Umwandlung politischer Systeme, Stiftung von Religionen oder durch politische und soziale Konflikte bewusst und disponibel. So wurden zum Beispiel in der Spätantike durch das Christentum die Sklaven zu „Menschen“ aufgewertet, denn auch für die Erlösung ihrer Seelen sei Jesus gekreuzigt worden. Durch die Frauenbewegung sind die als „weiblich“ oder „männlich“ charakterisierten kulturellen Rollen in den westlichen Industriegesellschaften erschüttert und differenziert abwandelbar geworden.
Als Grenzfall einer kulturellen Rolle ließ sich in den westlichen Gesellschaften die „totale Rolle“ (Klaus Allerbeck) der „Studenten“ auffassen, die sich ab den 1970ern dann zu einer sozial differenzierten Rolle unter anderen veränderte.

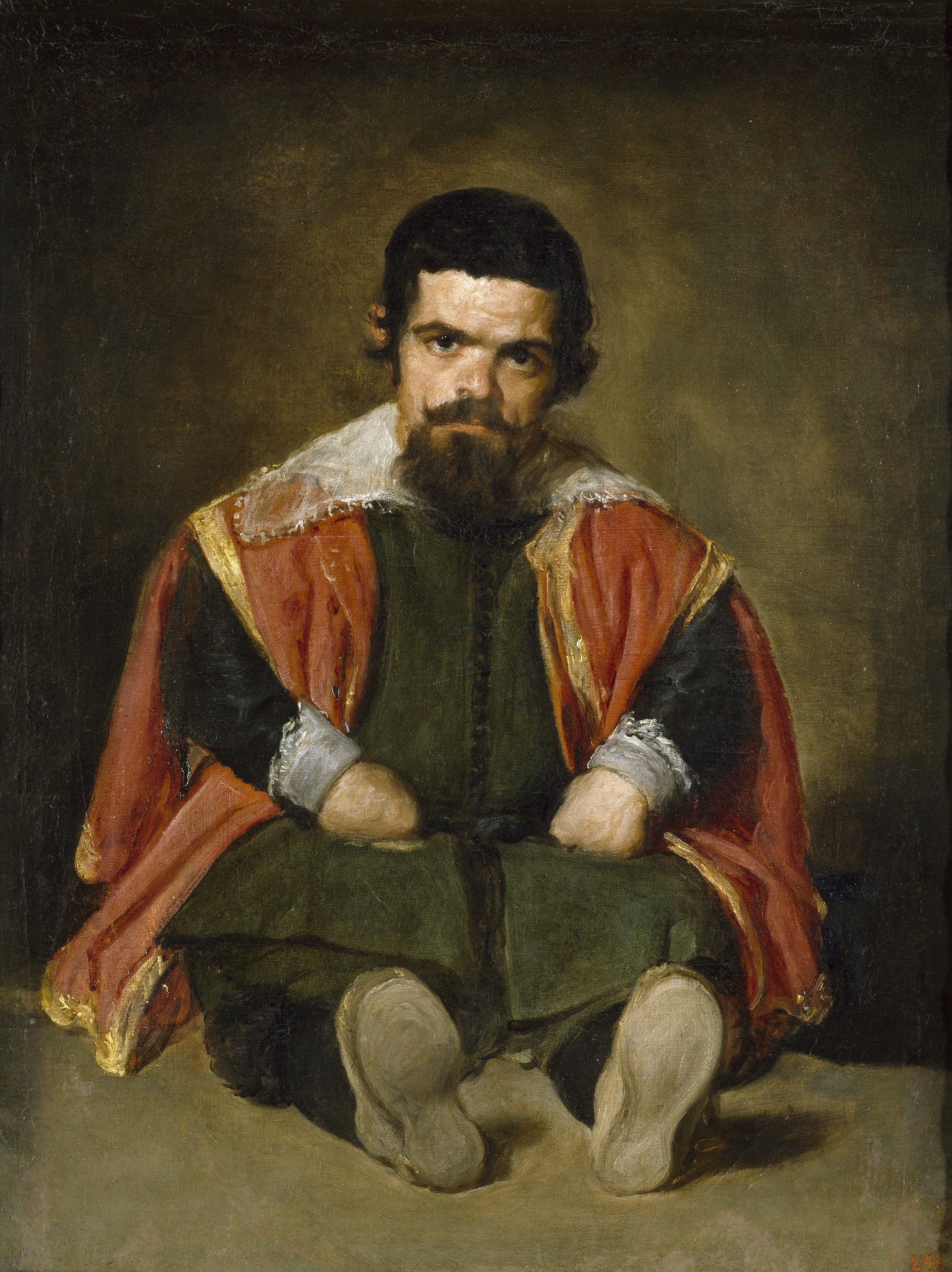
Der Hofnarr
Sebastián de Morra
Ölgemälde auf Leinwand
von Velázquez 1636
– eine Berufsrolle

##### Sozial differenzierte Rollen
Sozial differenzierte Rollen haben die meiste soziologische Aufmerksamkeit auf sich gezogen, zumal infolge der Arbeitsteilung und der daraus resultierenden zahlreichen Berufsrollen.
In der US-amerikanischen Soziologie hat Robert K. Merton den bedeutsamen Unterschied zwischen dem intrapersonalen und dem interpersonalen Rollenkonflikt herausgearbeitet. Intrapersonal muss sich zum Beispiel der Industriemeister in dieser Rolle zwischen den Erwartungen seiner Untergebenen und seiner Vorgesetzten seine persönliche Rolle ausformen und hat dabei nach Kurt Holm drei Rollentypen zur Auswahl: (1) „Radfahrer“ = „nach oben buckeln, nach unten treten“, (2) „Kumpel“ oder (3) „wechselnde Parteinahme“, je und je sachlich-distanziert begründet. Interpersonal müsste er seinen eigenen Rollen-Kompromiss mit seinen anderen Rollen als Betriebsratsmitglied, Familienvater, Vereinsmitglied, Hobbybastler usf. finden.
Ralf Dahrendorf hat den Unterschied zwischen den durch negative Sanktionen bewehrten „Muss-Erwartungen“, den durch negative und positive Sanktionen charakterisierten „Soll-Erwartungen“ und den durch positive Sanktionen unterstützten „Kann-Erwartungen“ unterstrichen: Der Werkmeister muss Korruption meiden, er soll keine Bezugsgruppe (Werksleitung, Belegschaftsmitglieder) nachhaltig unzufrieden machen, und er kann persönlich verständnisvoll sein.
Im Bereich differenzierter Rollen sozialer Rollen wird deutlich, dass der Begriff vom Theater übernommen wurde. Erving Goffman beschrieb, wie Schauspieler ihre Rollen auf der Bühne wechseln.

##### Situationale Rollen

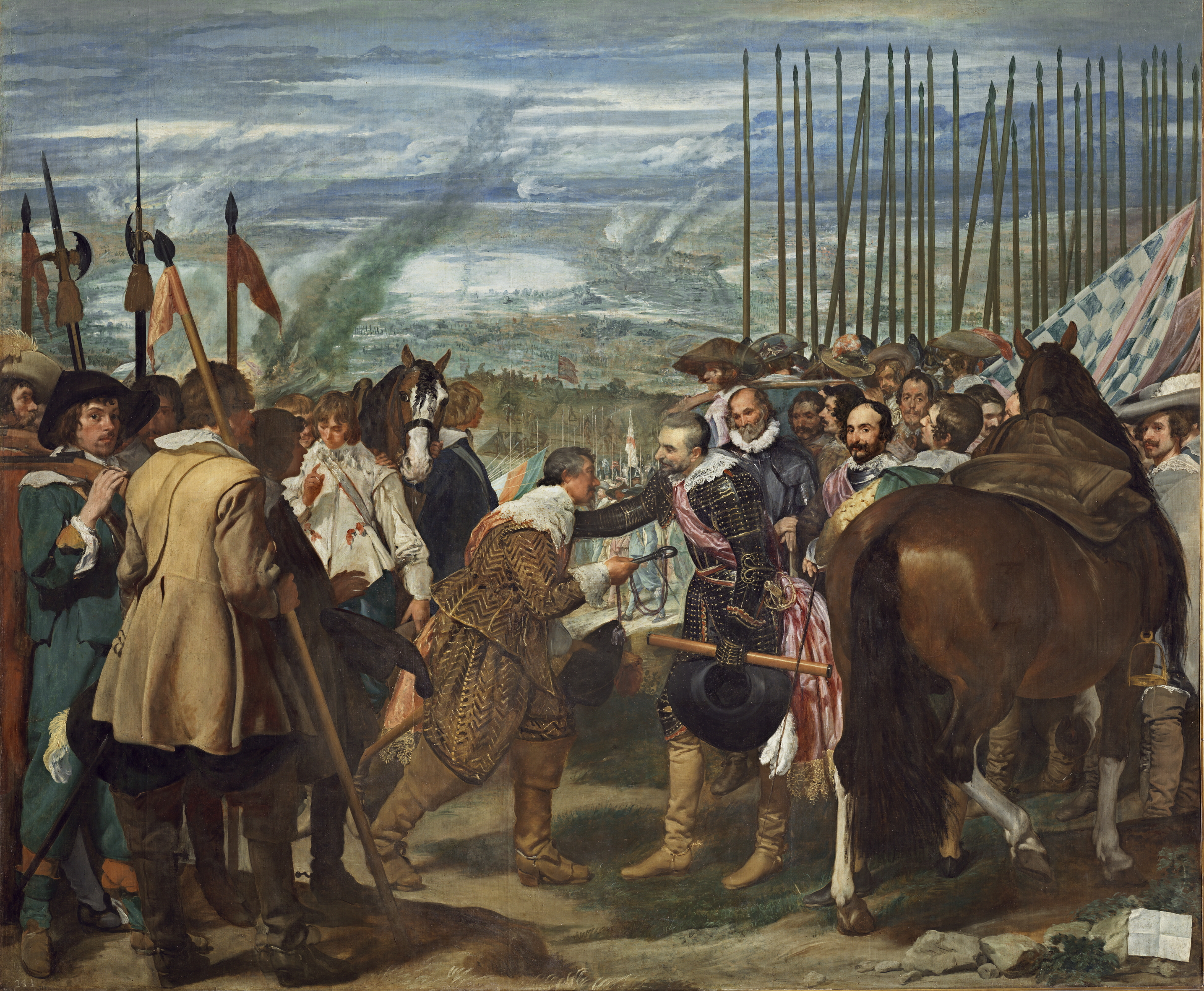
Die Übergabe von Breda
Ölgemälde von Velázquez – Sieger und Besiegter
je als situationale Rollen

Situationale Rollen bilden sich je und je unvermutet, ad hoc heraus, wenn etwa ein Betrunkener sich in eine Beerdigung mischt. Trotzdem werden die dann entstehenden Rollenerwartungen, -normen und -sanktionen nicht jedes Mal völlig frei improvisiert. Sie sind durch unterschiedliche Gegebenheiten vorstrukturiert, wenn – im Beispiel eben – es plötzlich auf Geistesgegenwart, eine eher soziobiologische Mitgift, oder auf das Geschlecht, ein eher kulturelles Muster, oder auf den eher sozial differenzierten Beruf eines Akteurs ankommt. Situationen sind einerseits das Arbeitsgebiet sehr scharfäugiger soziologischer Beobachter, klassisch von Georg Simmel, gegenwärtig von Roland Girtler. Andererseits ist die Untersuchung situationaler Rollenmuster eher die Aufgabe spezieller Soziologien, die sich mit sozialen Problembereichen befassen, so der Arbeitssoziologie (Studien von Konrad Thomas) und der Katastrophensoziologie, wo dieses Feld von Wolf R. Dombrowsky behandelt worden ist.

##### Grenzbereich zwischen Soziologie und Biologie

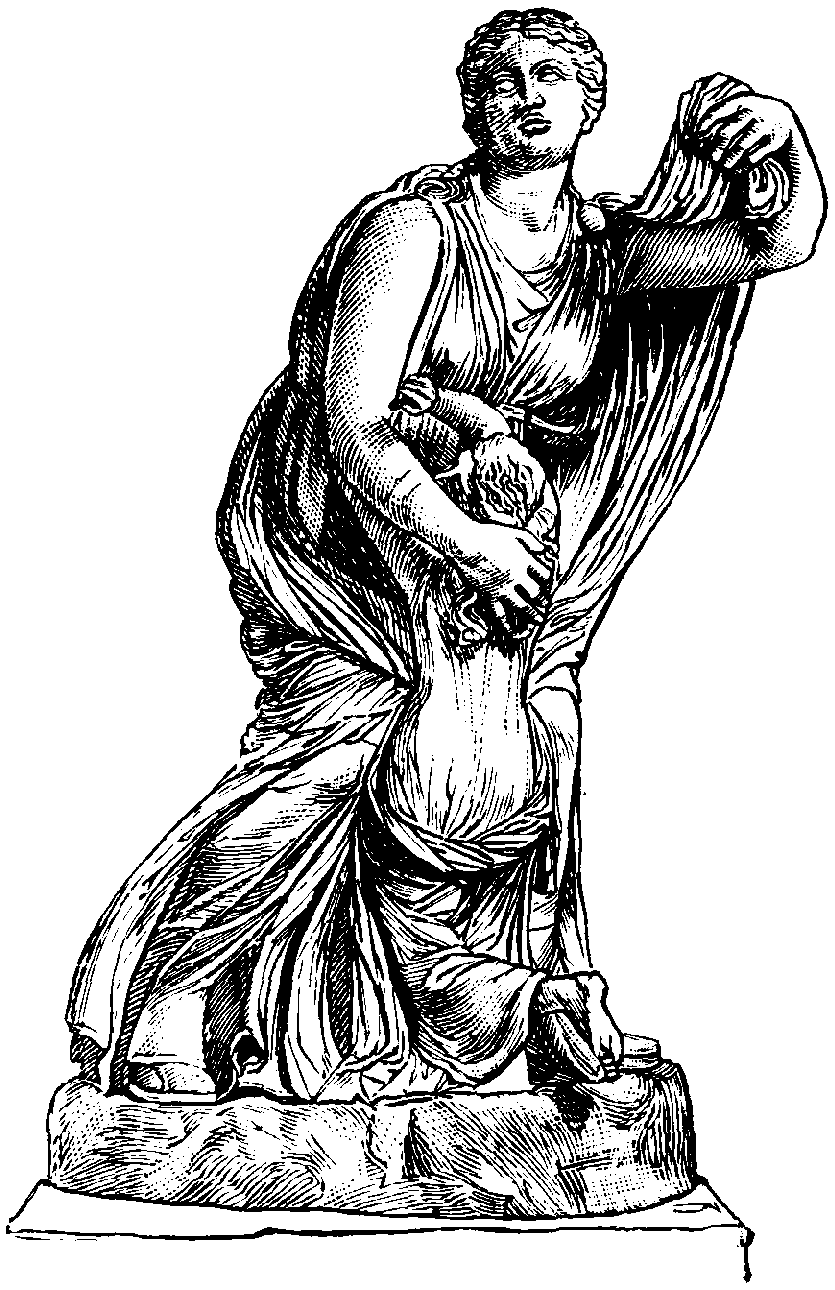
Niobe versucht, das letzte ihrer 14 Kinder zu schützen –
eine biotische Rolle.
Römische Kopie der griechischen Mittelfigur einer Gruppe um 350 v. Chr., Florenz

Es gibt Rollen, die eng mit der (bio)soziologischen Tierhaftigkeit des Menschen verquickt sind, auch „biotische“ Rollen genannt.
So kennen auch andere Primaten als der Mensch offenbar „den Großen“ oder „den Lauten“ und entwickeln in Gruppen besondere Verhaltensformen ihm gegenüber, wie auch er gegenüber den Anderen. Solche Rollen wurden in der Soziologie selten thematisiert, eine Ausnahme war Dieter Claessens in Rolle und Macht und Das Konkrete und das Abstrakte. Für das Verhalten des Kleinkindes sind solcherlei Rollen vermutlich besonders bedeutsam, denn es hat die sozialen Rollen im engeren Sinn – also die kulturellen, differenzierten oder situationalen Rollen – noch gar nicht internalisiert; „ein Fremder neben/über mir“ (der „Schwarze Mann“) erscheint ihm vermutlich einfach in der biotischen Rolle des gefährlichen Fressfeindes.
Biotische Rollen können auch ein Berufsproblem sein, beispielsweise in der Palliativmedizin und der Thanatosoziologie beim Thema „der Sterbende“.

#### Kritik des Rollen-Begriffs
In akteurbezogenen, oft mikrosoziologisch fokussierten soziologischen Theorien wird das Konzept der „sozialen Rolle“ in aller Selbstverständlichkeit angewandt (vgl. Literatur).
Distanziert bis ablehnend stehen ihm hingegen kollektivbezogene Theorien – zum Beispiel der Strukturfunktionalismus oder die Ethnomethodologie gegenüber. Denn sie fassen die stets notwendigen Rollen-Kompromisse der Akteure eher als ein Fehlverhalten oder als „eurozentrisch“ auf und analysieren sie mit anderen Begriffen, etwa als „dysfunktional“ oder als „kulturimperialistisch“.
Wo „Theorien der Gesellschaft“ von „soziologischen Theorien“ unterschieden werden, etwa im Marxismus oder in der Systemtheorie, da wird „Rolle“ entweder als gefährlicher Konkurrenzbegriff vehement zurückgewiesen, oder er wird einfach übergangen: Frigga Haug beanstandete als Marxistin, dass sowohl die Geschichte der Gesellschaft und ihre ökonomischen Bedingungen als auch das dialektische Verhältnis zwischen Individuum und Gesellschaft mit dem Begriff „Rolle“ in das Individuum verlegt werden; die Theatermetapher „Rolle“ erleichtere zudem die Selbsttäuschung. Rollenforderungen stellen demnach eine äußere Übermacht dar, bei der die Gefahr besteht, dass das Individuum sich in die „innere Emigration“ zurückzieht – siehe dazu Rollendistanz. Gesellschaftliche Verhältnisse erscheinen dementsprechend fälschlich als unveränderbar.  Eine systemtheoretische Auseinandersetzung mit dem Begriff der „Rolle“ steht noch aus.
Die australische Männerforscherin Raewyn Connell bemängelt am kulturellen Rollenbegriff, dass gerade „Männlichkeit“ gar kein Rollenverhalten, sondern eine gesellschaftliche Praxis sei. In ähnlicher Weise spricht auch Pierre Bourdieu von einer „Geschlechter-Praxis“ (einem geschlechtsspezifischen Habitus) bzw. Geschlechtshabitus.

### Einführung
- Karl-Heinz Hillmann: Wörterbuch der Soziologie (= Kröners Taschenausgabe. Band 410). 5., völlig überarbeitete und erweiterte Auflage. Kröner, Stuttgart 2007, ISBN 978-3-520-41005-4 (Erstauflage 1972).

### Klassische Studien
- Ralph Linton: Mensch, Kultur, Gesellschaft. Hippokrates-Verlag, Stuttgart 1979, ISBN 3-7773-0469-7.
- Erving Goffman: The Presentation of Self in Everyday Life. Doubleday & Company, New York 1959.
  - Deutsche Ausgabe: Wir alle spielen Theater. Die Selbstdarstellung im Alltag. Aus dem Amerikanischen von Peter Weber-Schäfer. Piper, München, 1. Aufl. 1983; 10. Aufl. 2003, ISBN 3-492-23891-2.
- Ralf Dahrendorf: Homo sociologicus. Ein Versuch zur Geschichte, Bedeutung und Kritik der Kategorie der sozialen Rolle. 16. Aufl., Westdeutscher Verlag, Opladen 2006, ISBN 978-3-531-31122-7 (Erstauflage 1965).
- Dieter Claessens: Rolle und Macht. Juventa, München 1974, ISBN 3-7799-0137-4 (Erstauflage 1968).
- Uta Gerhardt: Rollenanalyse als kritische Soziologie. Ein konzeptioneller Rahmen zur empirischen und methodologischen Begründung einer Theorie der Vergesellschaftung. Luchterhand, Neuwied 1971, OCLC 1950340.
- Rose Laub Coser: Soziale Rollen und soziale Strukturen, hgg. und eingeleitet von Lewis A. Coser, dt. Ausgabe 1999, ISBN 3-901402-06-3.

### Kritisch
- Frigga Haug: Kritik der Rollentheorie. Argument-Verlag, Hamburg 1994, ISBN 3-88619-222-9 (Erstauflage 1973).
- Holger Michaelis: Soziale Rollen und objektive Notwendigkeiten – Eine Darstellung der Metamorphose der dem Handeln inhärenten Notwendigkeiten in sozialen Rollen. München 2009, ISBN 978-3-640-30404-2.

### Angewandte Rollentheorie
- Robert Habeck: „Höchststrafe: Kartoffelschälen. Rollenkonventionen bei Lindgren, Blyton, Ende und Preußler“, in: Bulletin Jugend & Literatur, 30 (1999) 3, S. 16–17, Online
- Juri Hälker: Betriebsräte in Rollenkonflikten. Betriebspolitisches Denken zwischen Co-Management und Gegenmacht. Hampp, Mering 2004, ISBN 3-87988-800-0 (E-Book).
- Thomas Herrmann, Isa Jahnke, Kai-Uwe Loser: Die Unterstützung von Rollenzuweisung und Rollenübernahme. Ein Ansatz zur Gestaltung von Wissensmanagement- und CSCL-Systemen. In: Gerd Szwillus, Jürgen Ziegler (Hrsg.): Interaktion in Bewegung. Teubner, Wiesbaden 2003.
- Norbert Lang (Bearb.): Die Schülerrolle. Erwartungen und Beziehungen. Otto Maier Verlag / EGS Texte, Ravensburg 1976, ISBN 3-473-60319-8.